# Trubizj
Trubizj (ukrainsk: Трубіж, tr. Trubizj) er en biflod til Dnepr fra venstre i Tjernihiv og Kyiv oblast i Ukraine. Trubizj udmunder i Kanivreservoiret, er 113 km lang og har et afvandingsareal på 4.700 km². Middelvandføringen er 3,7 m³/sek.